# Bury Your Dead
Bury Your Dead (também abreviado como BYD) é uma banda estado-unidense de hardcore e metalcore. A banda foi formada em Worcester, Massachusetts em 2001. A formação atual é Mat Bruso nos vocais principais, Chris Towning na guitarra, Aaron Patrick no baixo e Mark Castillo na bateria.

## Integrantes
Atuais
- Mat Bruso – vocais (2003–2007, 2011–presente)
- Chris Towning – guitarra (2008–presente)
- Mark Castillo – bateria (2001–2002, 2004–2011, 2016–presente)
- Aaron "Bubble" Patrick – baixo (2006–2009, 2011, 2016–presente)

Antigos
- Mark Hundley - vocais (2001)
- Steve Kent – baixo (2001)
- Rich Casey – baixo (2001, 2003–2006)
- Jesse Viens – guitarra (2001–2002)
- Joe Krewko – vocais (2001–2003)
- Jay Crowe – guitarra (2002)
- Rich Gaccione – guitarra (2002–2003)
- Matt Lacasse – baixo (2002–2003)
- Mike Nunez – vocais (2003)
- Dan O'Connor – guitarra (2003)
- Chris Sansone – bateria (2003)
- Eric Ellis – guitarra (2004–2008)
- Michael Crafter – vocais (2007)
- Myke Terry – vvocais (2007–2011)
- Chris Cain – baixo (2009–2011)
- Sean Chamilian – baixo (2011)
- Dustin Schoenhofer – bateria (2011–2015)
- Brendan "Slim" MacDonald – guitarra (2001–2019)

## Discografia

### Álbuns de estúdio
| Ano  | Álbum                    | Gravadora          | Paradas musicais | Paradas musicais | Paradas musicais |
| Ano  | Álbum                    | Gravadora          | EUA              | EUA Indie        | EUA Heat         |
| ---- | ------------------------ | ------------------ | ---------------- | ---------------- | ---------------- |
| 2002 | You Had Me at Hello      | Eulogy Recordings  | —                | —                | —                |
| 2004 | Cover Your Tracks        | Victory Records    | —                | —                | —                |
| 2006 | Beauty and the Breakdown | Victory Records    | 129              | 8                | 1                |
| 2008 | Bury Your Dead           | Victory Records    | 176              | 22               | 6                |
| 2009 | It's Nothing Personal    | Victory Records    | 142              | 20               | 2                |
| 2009 | Mosh n' Roll             | Mediaskare Records | 141              | 24               | 3                |